# Réparsac
Réparsac är en kommun i departementet Charente i regionen Nouvelle-Aquitaine i västra Frankrike. Kommunen ligger  i kantonen Jarnac som ligger i arrondissementet Cognac. År 2022 hade Réparsac 617 invånare.

## Befolkningsutveckling
Antalet invånare i kommunen Réparsac
Referens:INSEE